# Magnolia rufibarbata
Magnolia rufibarbata este o specie de plante din genul Magnolia, familia Magnoliaceae. A fost descrisă pentru prima dată de James Edgar Dandy, și a primit numele actual de la Venkatachalam Sampath Kumar. Conform Catalogue of Life specia Magnolia rufibarbata nu are subspecii cunoscute.